# Jamie Cullum
Jamie Cullum, né le 20 août 1979 à Rochford, est un auteur-compositeur, pianiste et chanteur de jazz britannique.

## Biographie

### Jeunesse et études
Jamie Cullum est né à Rochford, dans le comté d'Essex, et a grandi à Hullavington, dans le Wiltshire. Sa mère, Yvonne, était une secrétaire d'origine anglo-birmane, dont la famille avait déménagé dans le nord de l'Angleterre après l'indépendance de la Birmanie. Son père, John Cullum, travaillait dans la finance. Le grand-père paternel de Jamie Cullum était un officier de l'armée de terre britannique tandis que sa grand-mère paternelle était une réfugiée juive originaire de Prusse qui chantait dans de nombreux cabarets à Berlin.
Issu d'une famille de mélomanes pratiquants, Jamie Cullum s'initie très jeune (vers 12 ans) à la guitare puis au piano et au chant.
Jamie Cullum a étudié à la Grittleton House School ainsi qu'à la Sheldon School de Chippenham. Il a enchaîné ensuite avec des études en littérature anglaise et cinématographique à l'université de Reading, où il a été diplômé avec les honneurs de première classe.
Il est également cinéphile et bibliophile.

### Carrière
En 1999, il sort son premier album Heard It All Before.
Universal le remarque et lui fait signer un contrat à un million de livres sterling, un record pour un artiste de jazz.
En 2003, son troisième album, Twentysomething, est produit par une grande compagnie de disques, Verve. Son frère, Ben Cullum, participe à la composition des titres These Are the Days et It's About Time.
En 2004, il participe à la bande originale du film Bridget Jones : L'Âge de raison en reprenant la chanson Everlasting Love de Robert Knight.
En 2005, il est nommé aux Grammy Awards et sort son album Catching Tales.
En 2008, il signe la ballade Gran Torino, composée spécialement pour le film homonyme de Clint Eastwood. Il qualifie l'écriture de cette chanson comme l'un des plus beaux moments de sa vie professionnelle. La même année, il apparait sur l'album Music Hole de Camille, dont il reprend pour l'occasion le titre Ta Douleur sur scène.
En 2009, il sort son cinquième album, The Pursuit. Cette même année, il chante pour la première fois au prestigieux Carnegie Hall de New York.

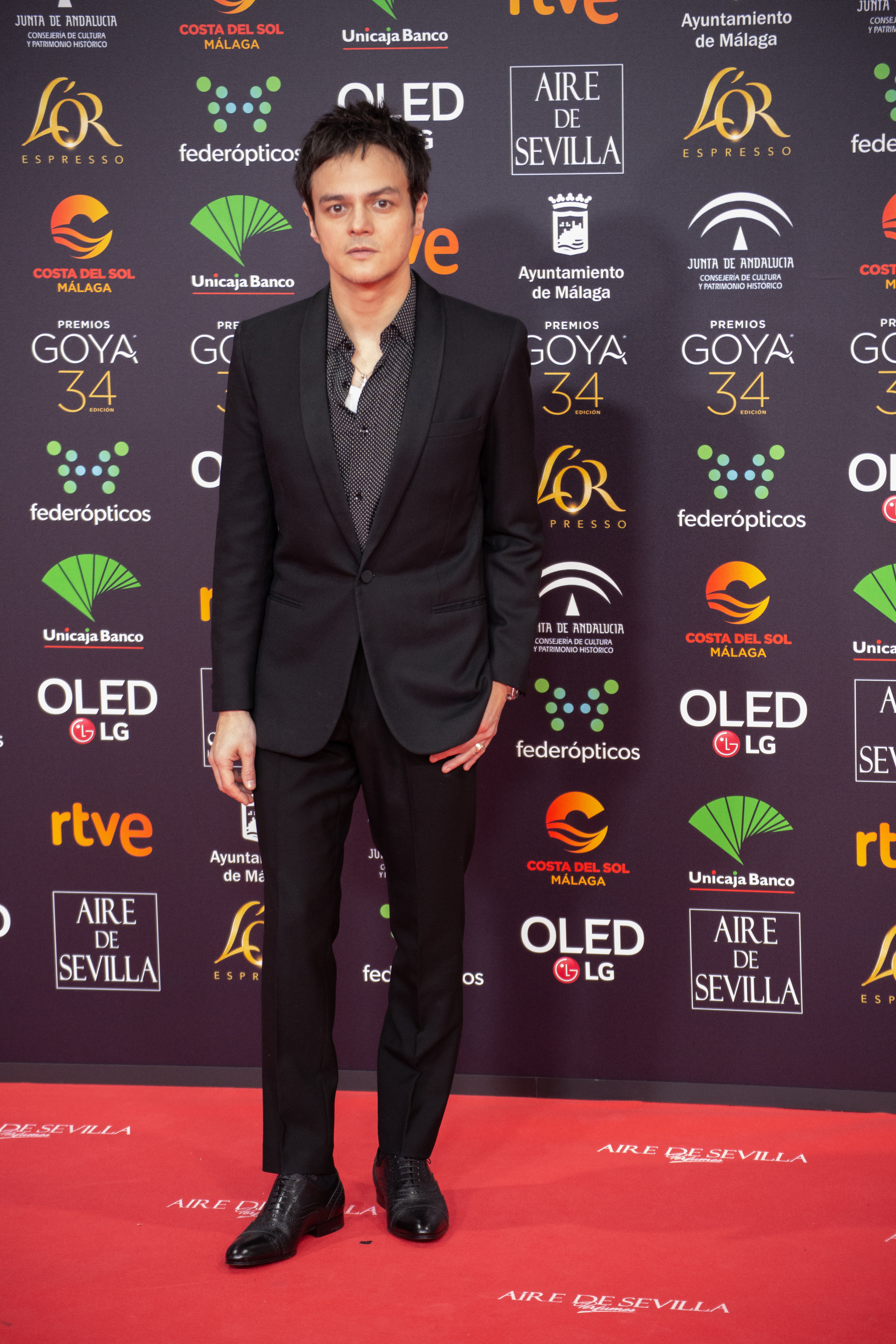
Jamie Cullum sur le tapis rouge lors de la cérémonie des Goya Awards 2020, à Malaga

Au printemps 2010, il se produit deux soirées à l'Olympia.
Depuis avril 2010, il présente une émission de jazz tous les mardis à 19 h sur BBC Radio 2, programme radio consacré au jazz le plus écouté en Europe.
En 2011, à l'occasion de la cérémonie du Ballon d'or du 10 janvier, Jamie Cullum reprend la chanson de Rihanna, Don't Stop the Music. La même année, lors de la cérémonie d'ouverture du 64e Festival de Cannes, il interprète Empire State of Mind, chanson à l'origine chantée par Alicia Keys.
En 2013 il sort son sixième album, Momentum (en).
En 2014, il sort son septième album, Interlude (en).
En 2016, à l'occasion de la Journée internationale du jazz, Jamie Cullum participe au concert organisé à la Maison Blanche durant la présidence de Barack Obama. Le concert est diffusé sur ABC,.
En 2017, il sort un single intitulé Work of Art, repris dans une publicité pour McArthurGlen.
En 2018, il sort une compilation de 12 reprises dans un album intitulé the Song Society Playlist.
Pour l'album Taller (2019), il écrit, pour la première fois, les paroles avant la musique, ce qui, peut-être, en fera un album plus personnel.
En 2020, Jamie Cullum joue lors de la cérémonie de remise des prix Goya, récompenses cinématographiques espagnoles.

### Vie privée
Le 9 janvier 2010, Jamie Cullum se marie avec le mannequin anglais Sophie Dahl, petite-fille de l'écrivain Roald Dahl, lors d'une cérémonie privée dans l'Abbaye de Westminster. En septembre 2010, le couple déclare attendre un enfant. Le 2 mars 2011 naît leur fille, Lyra. Le 4 mars 2013, le couple annonce sur twitter la naissance de sa deuxième fille, Margot.

## Ses influences, son style musical

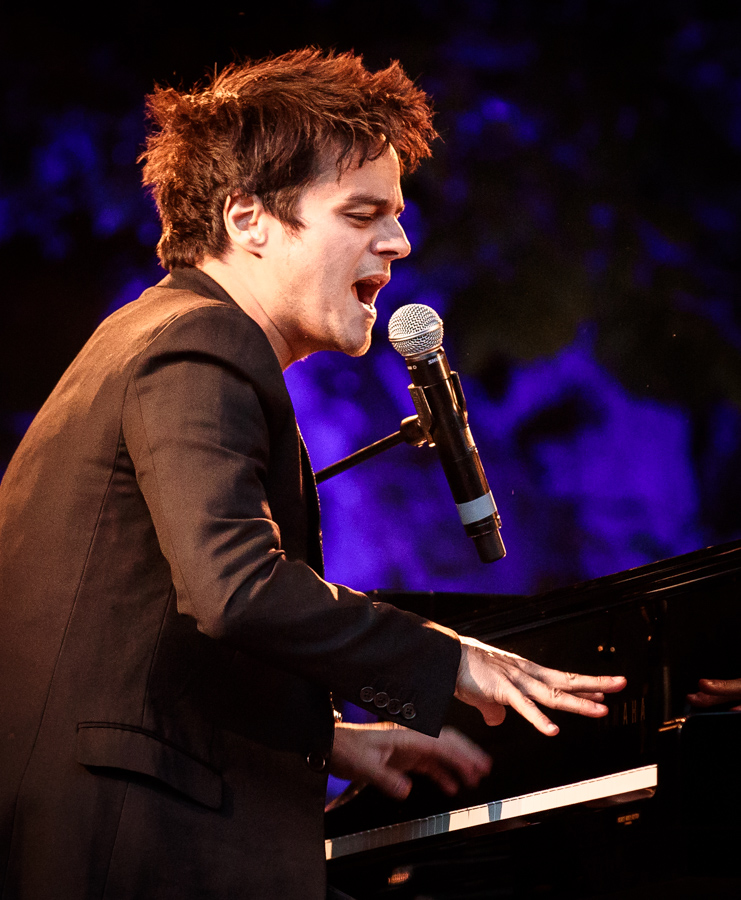
Jamie Cullum en concert au festival de jazz d'Oslo, 2017

Durant sa jeunesse, Jamie Cullum grandit au son du rock (Nirvana), du hip-hop et de l'électro. Il découvre le jazz, avec son frère grâce à l'album Head Hunters d'Herbie Hancock. Passionné de jazz et de big bands, il est fortement influencé par les pianistes et compositeurs de jazz que sont Thelonious Monk, Oscar Peterson mais aussi Harry Connick Jr.. Il s'impose très vite dans le milieu du jazz, notamment sur la scène jazz londonienne. Le jazz est « sa plus grande influence musicale » et lui assure un succès mondial. Mais son approche musicale est très éclectique,. Il reste à l'affût de tous les styles musicaux : pop, soul, grunge, blues, rock, funk, java,. Il introduit diverses influences dans ses albums : Twentysomething est un mélange de jazz-pop agrémenté de funk et de bossa-nova; Catching Tales est qualifié par la presse d'album jazz-pop.
Ses collaborations sont la marque de cette passion pour les musiques les plus diverses : Il collabore avec le groupe américain Deltron 3030, joue sur l'album Music Hole de Camille, sur celui du chanteur britannique Labrinth en 2014. Il enregistre une chanson avec le groupe de hip-hop anglais Rizzle Kicks,. Il fait un duo avec Sophie Maurin,, Robbie Williams.

## Discographie

### Albums studio
- 1999 : Heard It All Before
- 2002 : Pointless Nostalgic
- 2003 : Twentysomething
- 2005 : Catching Tales
- 2009 : The Pursuit
- 2013 : Momentum (en)
- 2014 : Interlude (en)
- 2019 : Taller (en)
- 2020 : The Pianoman at Christmas (en)

### Compilations
- 2007 : In the Mind of Jamie Cullum (en) et Jamie Cullum: Influences

### Singles
Sur Pointless Nostalgic (2002) :
- High & Dry

Sur Twentysomething (2003) :
- All At Sea
- These Are the Days et Frontin
- Wind Cries Mary
- Everlasting Love

Sur Catching Tales (2005) :
- Get Your Way
- Mind Trick
- Photograph

Sur The Pursuit (2009) :
- I'm All Over It Now
- Don't Stop The Music
- Wheels
- Love Ain't Gonna Let You Down

Sur Momentum (2013) :
- Everything You Didn't Do